# Sagami
Pour les articles homonymes, voir Sagami (homonymie).
Œuvres principales
Sagami-shū (相模集)
Sagami (相模, 998 - 1061) est une poétesse et courtisane japonaise du milieu de l'époque de Heian. Son nom fait partie de la liste des trente-six poétesses immortelles et du Hyakunin Isshu.
Son nom original est Otojijū (乙侍従), mais son mariage en 1020 l'amène à changer son nom pour celui de « Sagami », celui de la province homonyme que gouverne son mari et où elle va demeurer. Après avoir connu des difficultés dans son mariage, elle revient à Kyoto en 1024 et divorce. Elle a ensuite une liaison avec le poète Fujiwara no Sadayori, fils de Fujiwara no Kintō. Peu de temps après, elle assiste la princesse impériale Nagako, première fille de l'empereur Ichijō. En 1049, elle est servante de la princesse impériale Yūshi, fille de l'empereur Go-Suzaku.
Elle écrit de nombreux poèmes du genre waka et est active dans les cercles littéraires durant le règne de l'empereur Go-Suzaku et au début du règne de l'empereur Go-Reizei. Il est rapporté qu'elle participe à plusieurs utaawase (concours de waka (歌合, utaawase) entre 1035 et 1056.
Quelques-uns de ses poèmes sont inclus dans les anthologies Chokusen-shū (勅撰集) et l'anthologie impériale Goshūi Wakashū (後拾遺和歌集). Elle réunit ses poèmes dans sa collection personnelle intitulée Sagami-shū (相模集).

## Source
- Peter McMillan (2008) One hundred poets, one poem each: a translation of the Ogura Hyakunin Isshu. New York: Columbia University Press.  (ISBN 9780231143981)